# Ammannia pringlei
Ammannia pringlei är en fackelblomsväxtart som först beskrevs av Joseph Nelson Rose, och fick sitt nu gällande namn av S.A.Graham och Gandhi. Ammannia pringlei ingår i släktet Ammannia och familjen fackelblomsväxter. Inga underarter finns listade i Catalogue of Life.